# The Greatest Show on Earth (banda)
The Greatest Show on Earth foi uma banda britânica formada por sete integrantes que gravou dois álbuns para a Harvest Records em 1970.  
A banda foi formada em 1968, pelo guitarrista Norman Watt-Roy e seu irmão mais velho Garth Watt-Roy. Também faziam parte da formação original o organista Mick Deacon, o baterista Ron Prudence e três sopristas, Dick Hanson, Tex Phillpotts e Ian Aitcheson. O primeiro vocalista da banda foi o afro-americano Ozzie Lane, mas ele retornou à sua nativa Nova Orleans um ano mais tarde e foi substituído por Colin Horton-Jennings, não apenas um vocalista mais potente, mas um multi-instrumentista que sabia tocar guitarra, flauta e bongôs. A sonoridade do grupo, que era uma mistura de R&B, soul, jazz e rock progressivo, despertou o interesse da Harvest Records, que tinha a intenção de lançar uma banda de rock baseada em sopros na linha do Blood, Sweat & Tears e do Chicago, o mesmo estilo que também foi seguido por bandas como o If. A Harvest assinou com a banda, e em fevereiro de 1970 foi lançado o single "Real Cool World"/"Again And Again" (HAR 5012) que, apesar de não ter sido um hit no Reino Unido, deu à banda um hit de porte médio na Europa, onde eles também foram uma atração ao vivo muito pedida. Ambas as músicas foram incluídas no álbum de estréia da banda, "Horizons" (SHVL 769), lançado em março de 1970, que vinha em uma bela capa com o design gráfico feito pela Hipgnosis (a banda também é reconhecida pelas capas de seus álbuns, e não apenas a capa do primeiro, também a do segundo foi feita pela Hipgnosis) e coincidiu com uma sessão feita na Radio One na qual eles tocaram três novas canções: "Border Line", "Mountain Song" e "Time". Uma segunda sessão para a Radio One, em novembro de 1970, contou com a execução de "The Leader" e "Check Me Into Your Life", sendo que esta última nunca foi oficialmente lançada. O single "Tell The Story"/"The Mountain Song" (HAR 5026) fracassou em alcançar as paradas quando lançado em setembro de 1970, e a mesma sorte aguardava o segundo álbum da banda, "The Going's Easy" (SHVL 783), apesar de uma faixa do álbum, "Magic Woman Touch", ter sido posteriormente lançada como single pelo The Hollies.
A falta de sucesso nas paradas contribuiu para a separação da banda na metade de 1971. Ron Prudence, Ian Aitcheson e Tex Phillpotts abandonaram a música simultaneamente, enquanto que Horton-Jennings juntou-se ao Chaser e posteriormente ao Taggett, lançando um álbum auto-intitulado pela EMI em 1974. Dick Hanson tornou-se um músico de estúdio e gravou com bandas como The Blues Band, Graham Parker, Dave Edmunds, Kirsty McColl e Shakin' Stevens. Mike Deacon juntou-se ao Vinegar Joe e depois tornou-se um integrante da Suzi Quatro Band e dos Darts. Norman Watt-Roy formou o Glencoe lançando dois álbuns pela Epic, "Glencoe" e "The Spirit Of Glencoe". Após isso, ele formou o Loving Awareness, lançando um álbum auto-intitulado em 1976 pela More Love Records, antes da banda transformar-se no The Blockheads, a banda de apoio de Ian Dury. Atualmente ele é um integrante da Wilko Johnson Band. Garth Watt-Roy juntou-se ao Fuzzy Duck antes de se tornar um músico de estúdio para bandas e artistas como East Of Eden, Limey e Bonnie Tyler, bem como um integrante de bandas como Marmalade, The Q-Tips e The Barron Knights.
Os dois primeiros álbuns da banda foram lançados em vinil no Brasil na década de 1970.

## Músicos
- Colin Horton-Jennings – vocal principal
- Dick Hanson – trompete, fliscorne e percussão
- Colin Horton-Jennings – guitarra, flauta, bongôs, vocais
- Ron Prudence – bateria, conga
- Garth Watt-Roy – guitarra, vocais
- Norman Watt-Roy – baixo, vocais
- Mick Deacon – teclados (órgão, piano, cravo) e vocais

## Discografia
- 1970: Horizons
- 1970: The Going's Easy
- 1975: The Greatest Show on Earth (compilação dos dois primeiros álbuns)